# بک (آلاباما)
بک (به انگلیسی: Beck) یک منطقهٔ مسکونی در ایالات متحده آمریکا است که در شهرستان کاوینگتون، آلاباما واقع شده‌است. بک ۴۶٫۰۳ متر بالاتر از سطح دریا قرار دارد.